# 觀塘海濱花園

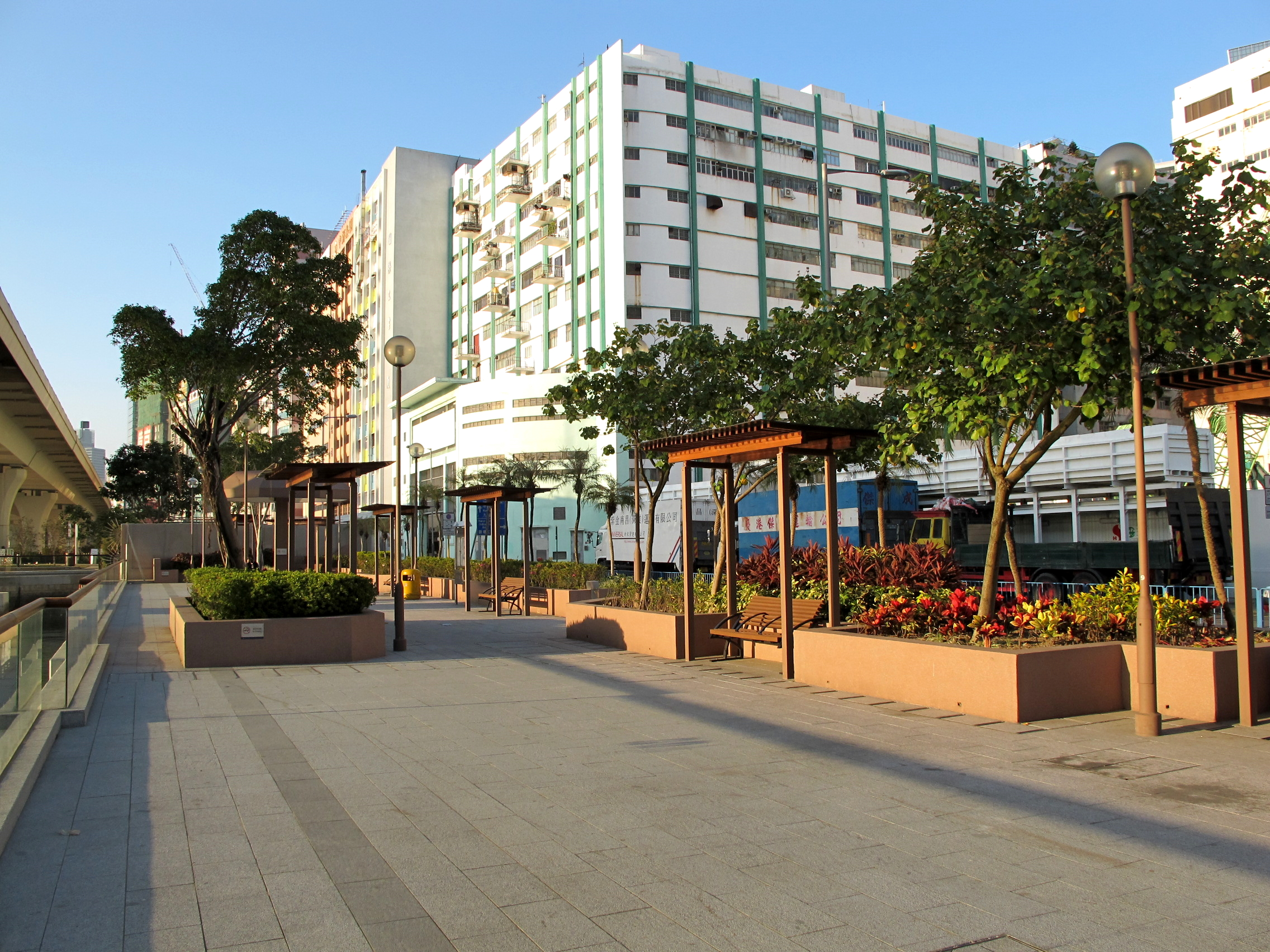
觀塘海濱花園第一期翻新前為海濱道休憩處

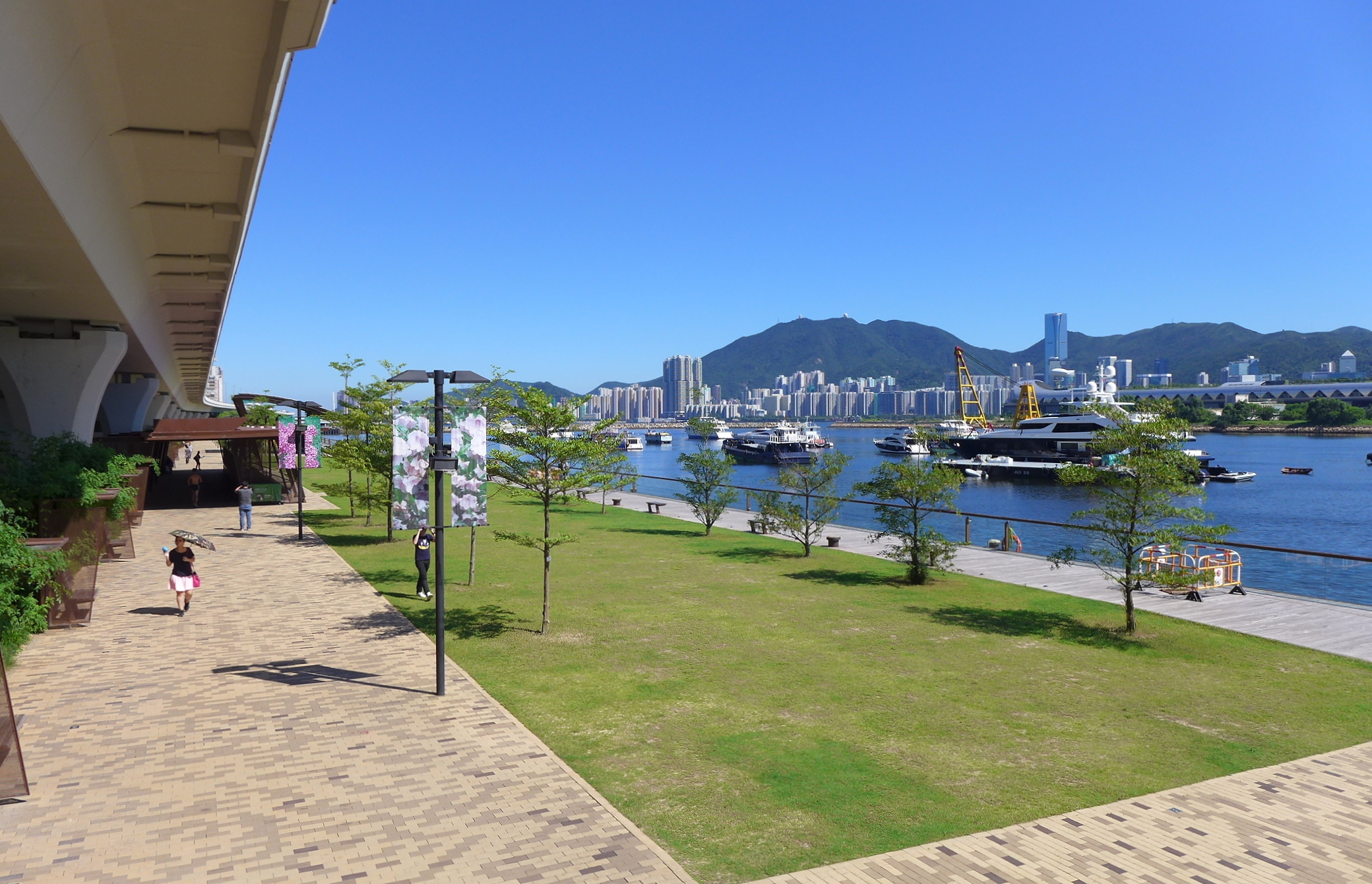
由觀塘海濱花園望向維多利亞港

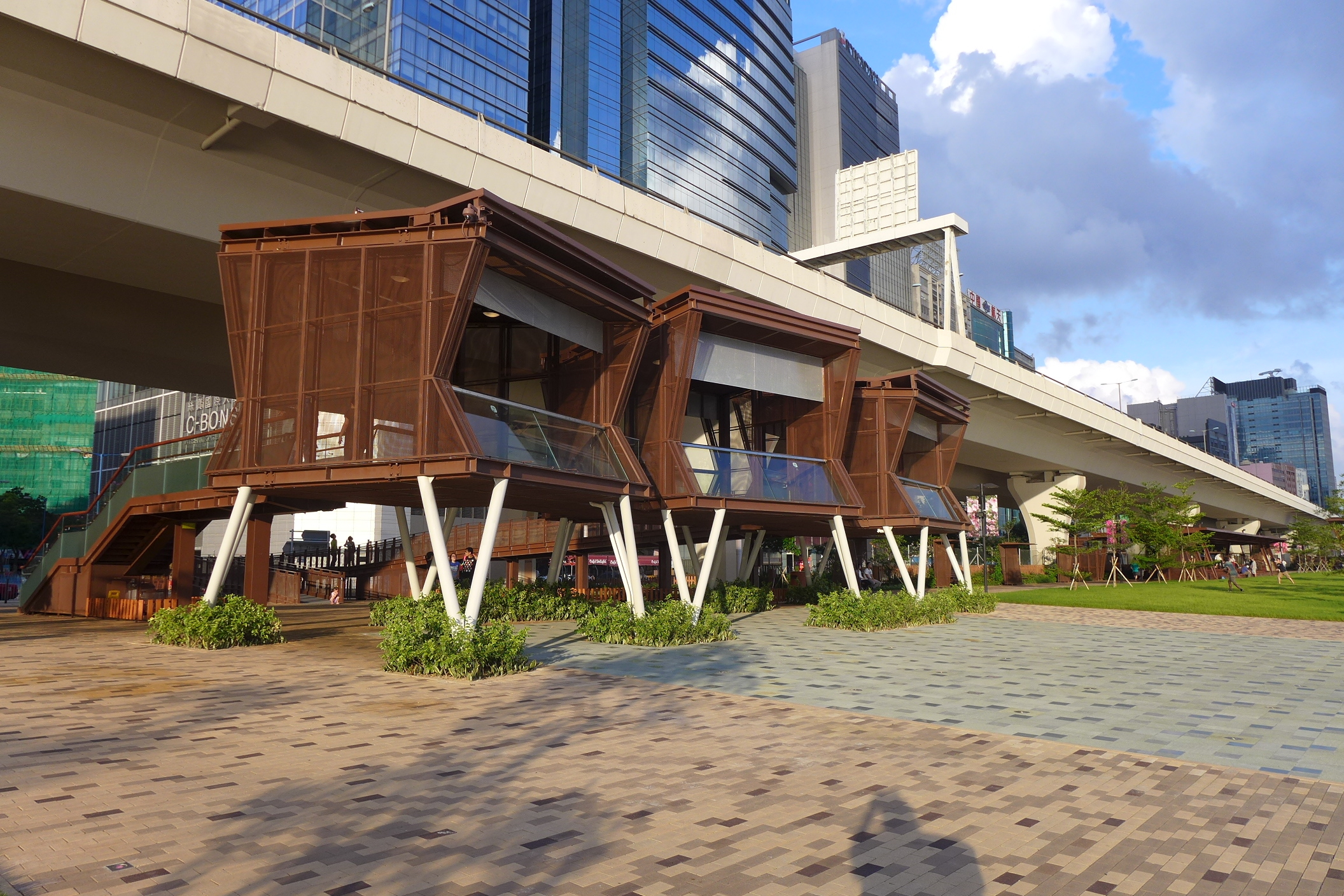
海濱花園二期設眺望台

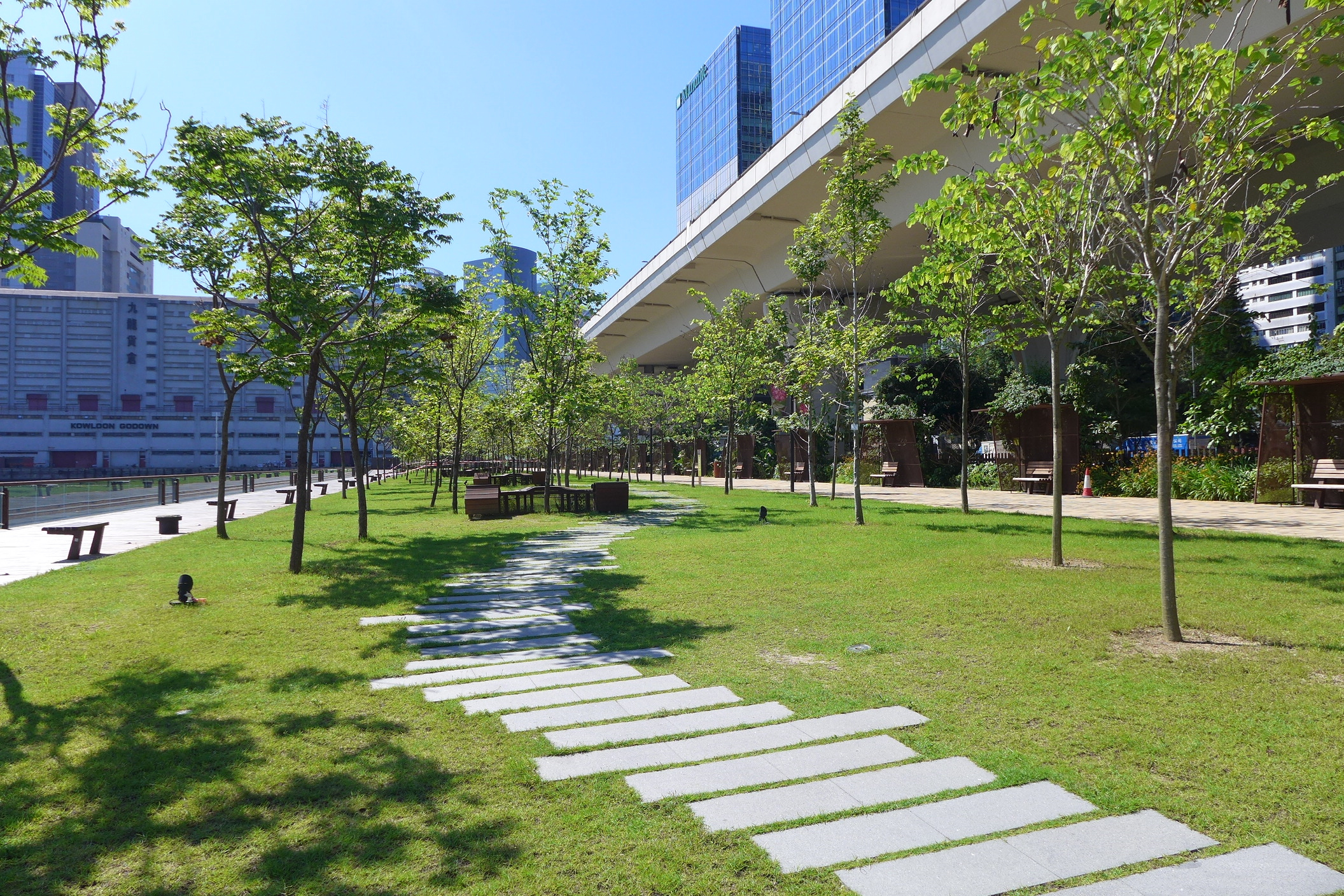
海濱花園二期海濱樹木徑

觀塘海濱花園（英語：Kwun Tong Promenade；又稱：觀塘海濱長廊一、二期，簡稱：觀濱）位於香港九龍東觀塘區觀塘海濱道178號，前身為觀塘公眾貨物裝卸區，於2010年1月16日啟用第一期，2015年5月28日第二期亦啟用，觀塘海濱長廊長逾1,000米，北至順業街以南，南至駿業街（觀塘公眾碼頭之北），西南面向觀塘避風塘，面積約7,340平方米，由康樂及文化事務署管理。

## 歷史
觀塘海濱花園的前身是海事處觀塘公眾貨物裝卸區。
該處於2000年代被納入《啟德發展計劃》，發展成為休憩用地。經過香港政府與觀塘區議會磋商後，有關部門於2009年3月率先在起卸區其中200米範圍興建觀塘海濱花園第一期，至2011年整個起卸區停用後才繼續餘下750米的第二期工程。
第一期工程由土木工程拓展署撥款，由建築署負責設計及興建，耗資約1,860萬港元，於2010年1月11日竣工，於同月16日啟用，由發展局局長林鄭月娥、土木工程拓展署署長蔡新榮、康樂及文化事務署署長馮程淑儀、建築署署長劉賴筱韞和觀塘民政事務專員區慶源主持開幕禮。第二期工程佔地逾34,000平方米，於2013年2月展開，於2014年年底竣工，並於2015年5月27日開放，新增眺望台、感官花園、長者健身角、觀景亭和海濱樹木徑等。整個觀塘海濱花園全長約1000米，面積約3.4公頃。

## 設施

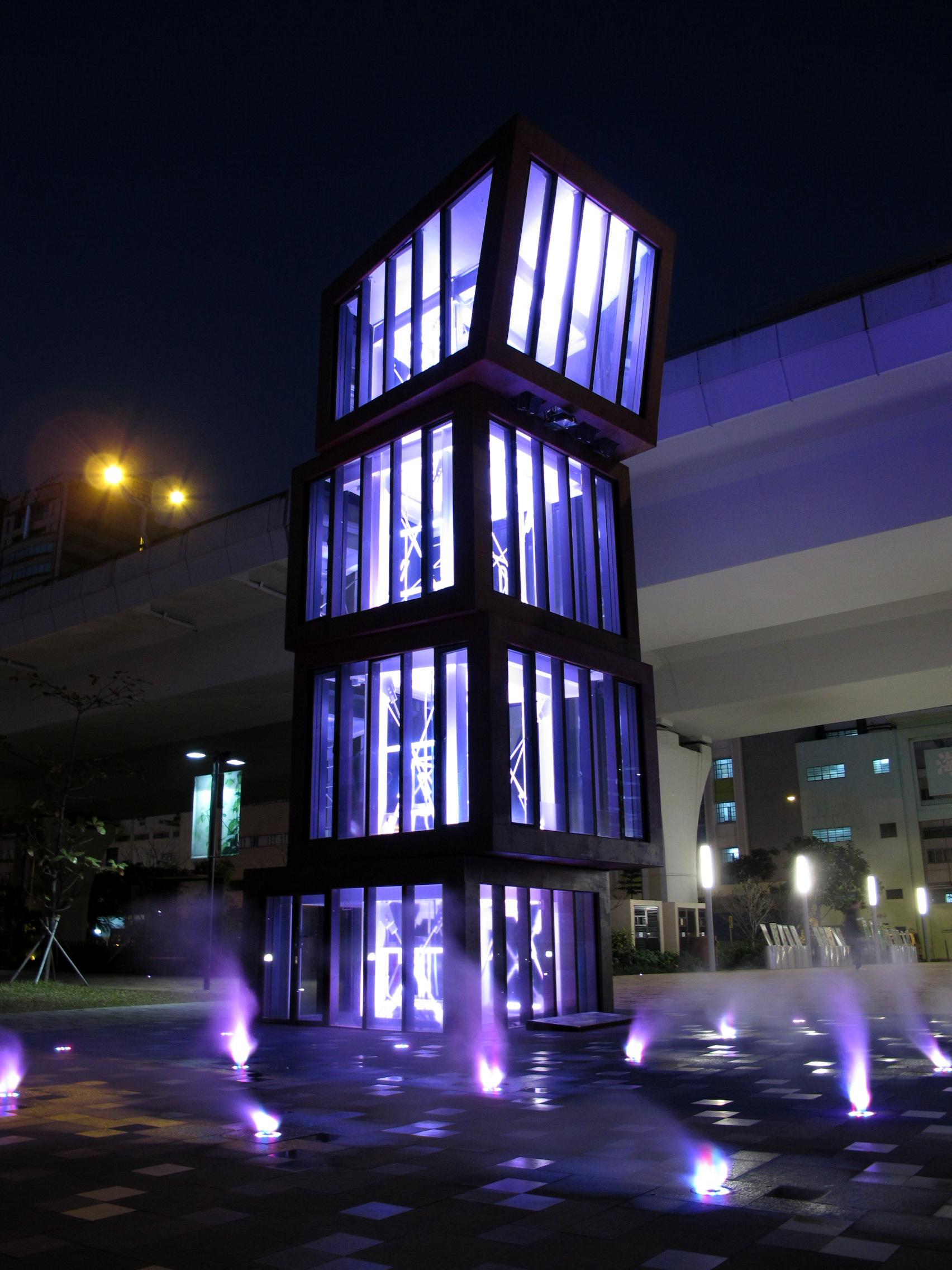
以廢紙回收為主題的塔樓地標

- 特色塔樓地標
- 多用途廣場
- 1000米長的海濱步道
- 表演場地
- 2個觀眾看台（200個座位）
- 兒童遊樂場
- 2個太陽能涼亭
- 長者健身角
- 健身站
- 感官花園
- 觀景亭
- 海濱樹木徑
- 音樂噴泉／嬉水區
- 休憩草坪
- 小食亭
- 洗手間（設有暢通易達洗手間）

## 爭議

### 趕絕環保回收業
海濱公園前身為觀塘公眾貨物裝卸區，曾為廢紙回收商使用，曾佔本地六成廢紙出口，惟因興建觀塘海濱花園而收回裝卸區，廢紙回收商被迫轉用其他公眾貨物裝卸區（如柴灣公眾貨物裝卸區），增加營運成本。

### 被指大白象和核突工程
觀塘海濱花園落成後，成為了不少市民休憩、跑步及野餐的好去處，更是近年的不少電視、電影、以至婚紗照的拍攝熱點之一。海濱花園其設計更榮獲香港建築師學會2011年年獎「全年境內建築大獎」。但對於觀塘區議員潘進源指海濱花園噴泉為其『觀塘夢』，有報章記者指噴泉是否大白象工程不得而知。「活在觀塘」版主袁智仁則認為觀塘海濱花園遊人寥寥無幾，音樂塔反差的曲目編排，品味教人無語。其塔樓更被藝術家揭破抄襲其作品，被網民選為十大核突地標。而根據香港大學建築學院在2011年進行的“觀塘海濱花園未來綜合發展研究報告”和落成初期的市民意見，亦指出公園位置遠離民居。

### 音樂噴泉爭議
2015年，在觀塘區的工程社區重點項目中，代表建制派區議會支持將第二期草坪範圍興建造價達港幣5,000萬元的音樂噴泉和嬉水設施，結果引起泛民主派不滿。撥款在2018年11月底在立法會獲批，預計2020年完工。到2020年1月，新一屆民主派議員上任區議會後，通過動議叫停高價地區工程，時任民政事務局局長劉江華表示以尊重合約精神和得到立法會支持為由，會繼續推進工作。到同年4月30日，觀塘區議員梁凱晴聯同東九龍社區關注組成員鍾健華，入稟高等法院申請司法覆核，希望可推翻拒絕中止工程的決定。不過法援署拒絕批出法援，最終決定撤回覆核。到12月30日，高等法院頒下判辭，下令梁凱晴一方需支付22萬元訟費。
到2021年4月22日，音樂噴泉啟用，逢星期一至五有3節表演時段，周六、日及公眾假期有5節表演時段。互動嬉水區吸引大量小朋友遊玩，不過市民批評噴泉表演水平普通，沒有特別之處，水力亦很弱，批評設施性價不符比例。到4月24日下午，毛記電視藝人「東方昇」到場直播，在互動嬉水區脫去外衣，並使用梘液作狀洗澡，以表達將噴泉變成自己的「露天浴場」。數分鐘後被公園保安和職員阻止，亦被旁觀市民上前批評。康文署晚上回覆傳媒查詢表示，當日下午有市民在嬉水區內嬉水時使用梘液，為免影響其他使用設施的市民，以及及防止市民滑倒，場地職員即時阻止，並圍封有關範圍清潔。署方亦不點名籲使用者著重公德和不要對他人造成妨礙或滋擾。4月26日，康文署宣布受梘液影響導致大量泡沫，觀塘海濱音樂噴泉暫停開放，直至另行通告，翌日表示研究向有關人士採取法律行動以追究責任。5月3日，音樂噴泉及互動嬉水區在清潔後重新開放。

### 治安問題
2025年初開始，觀塘海濱花園被指變成Z世代夜場，在聖誕及除夕夜盛傳有「Free Hug（免費擁抱）」及「Free kiss（免費親吻）」，甚至有傳有人進行性行為、打鬥以及吸食大麻或太空油（即“依托咪酯”）等行為。根據觀塘警區資料顯示，自2024年第四季起，該處涉及青少年的暴力罪案亦有所上升，因此自該年11月起已針對性加強巡邏。而於除夕當晚所進行的巡邏並無發現毒品、非法提供酒精類飲品及風化案等的情況，同時亦沒有收到相關的報案。

## 相片集

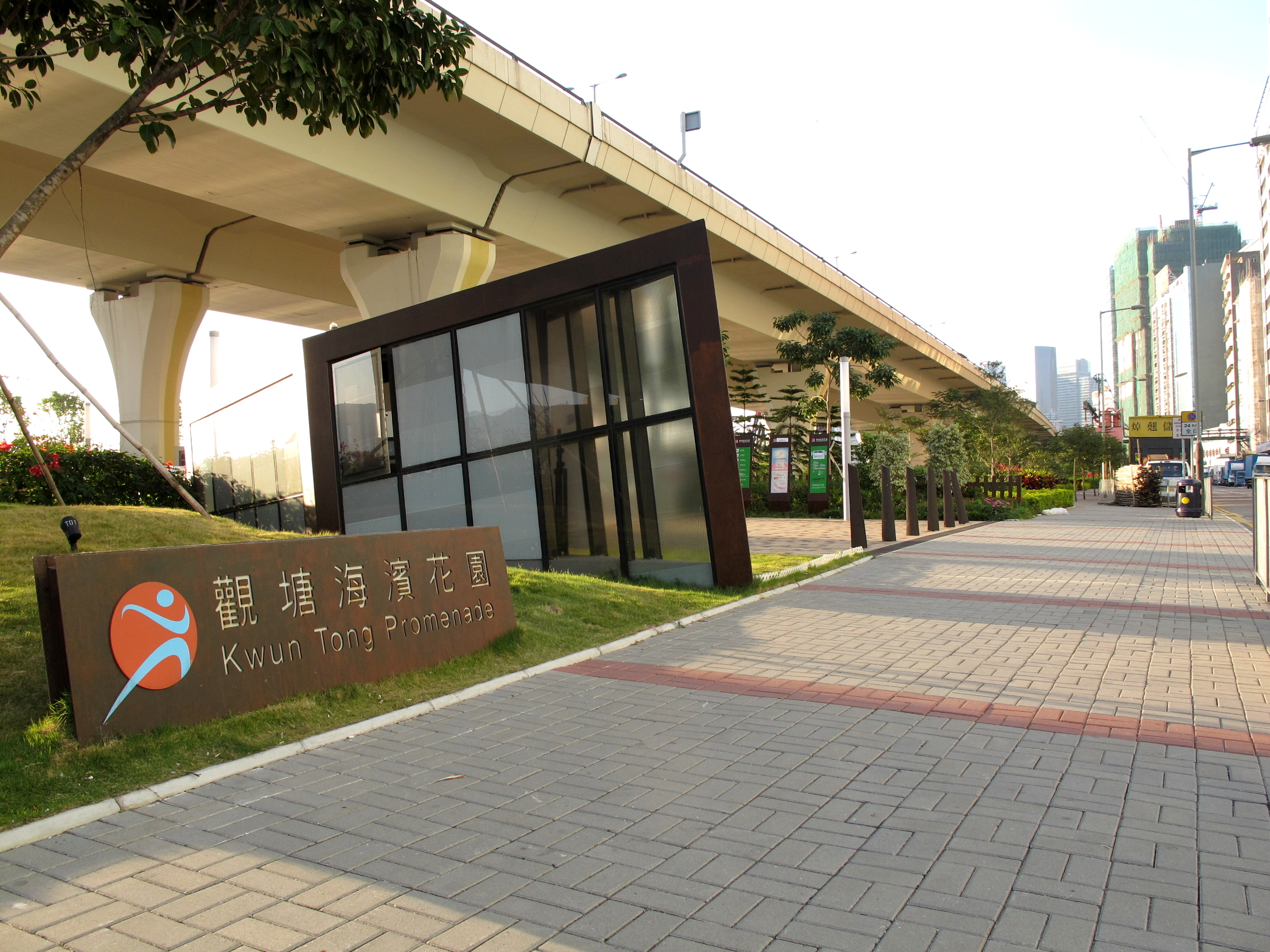
海濱花園入口
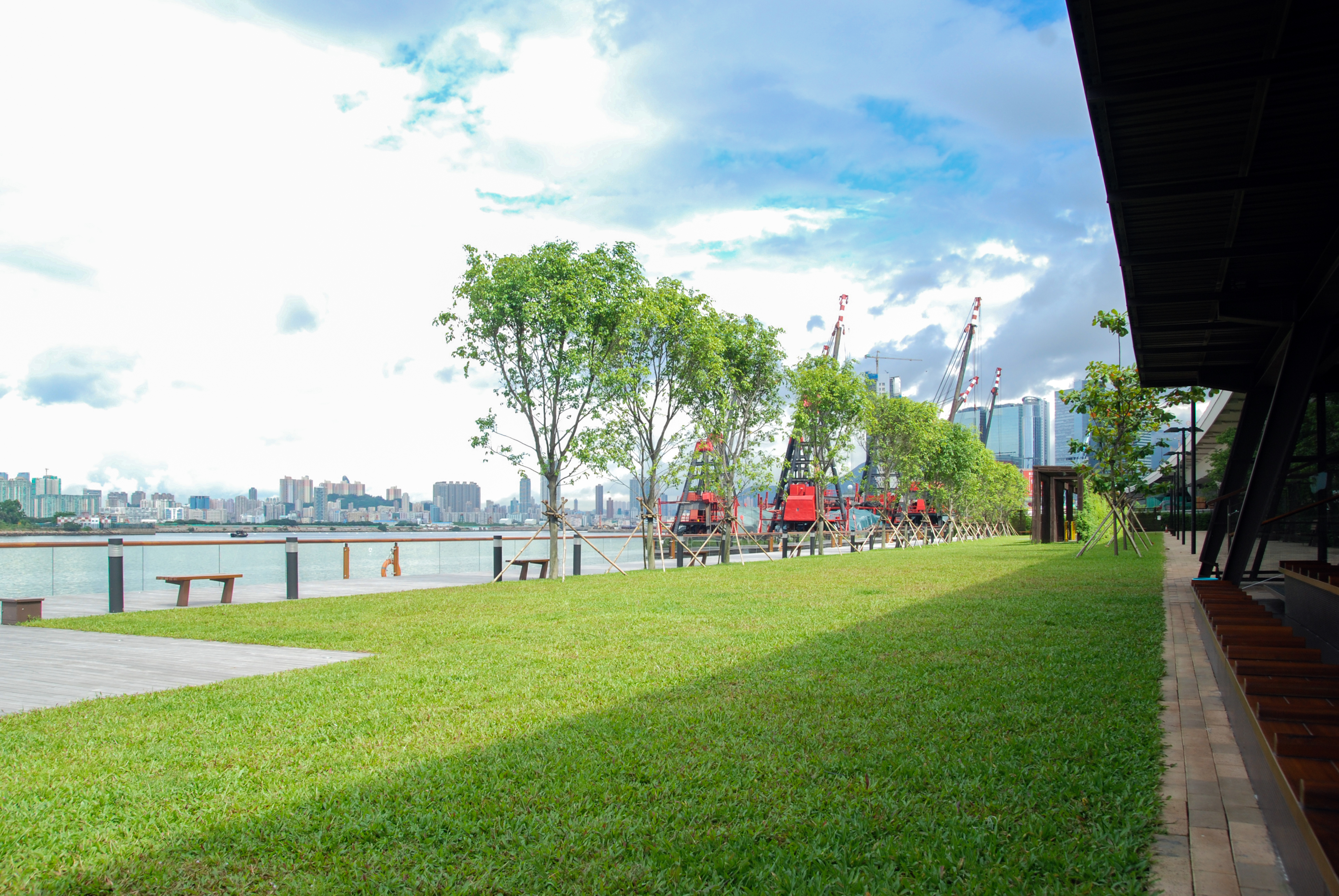
觀塘海濱花園第一期中部
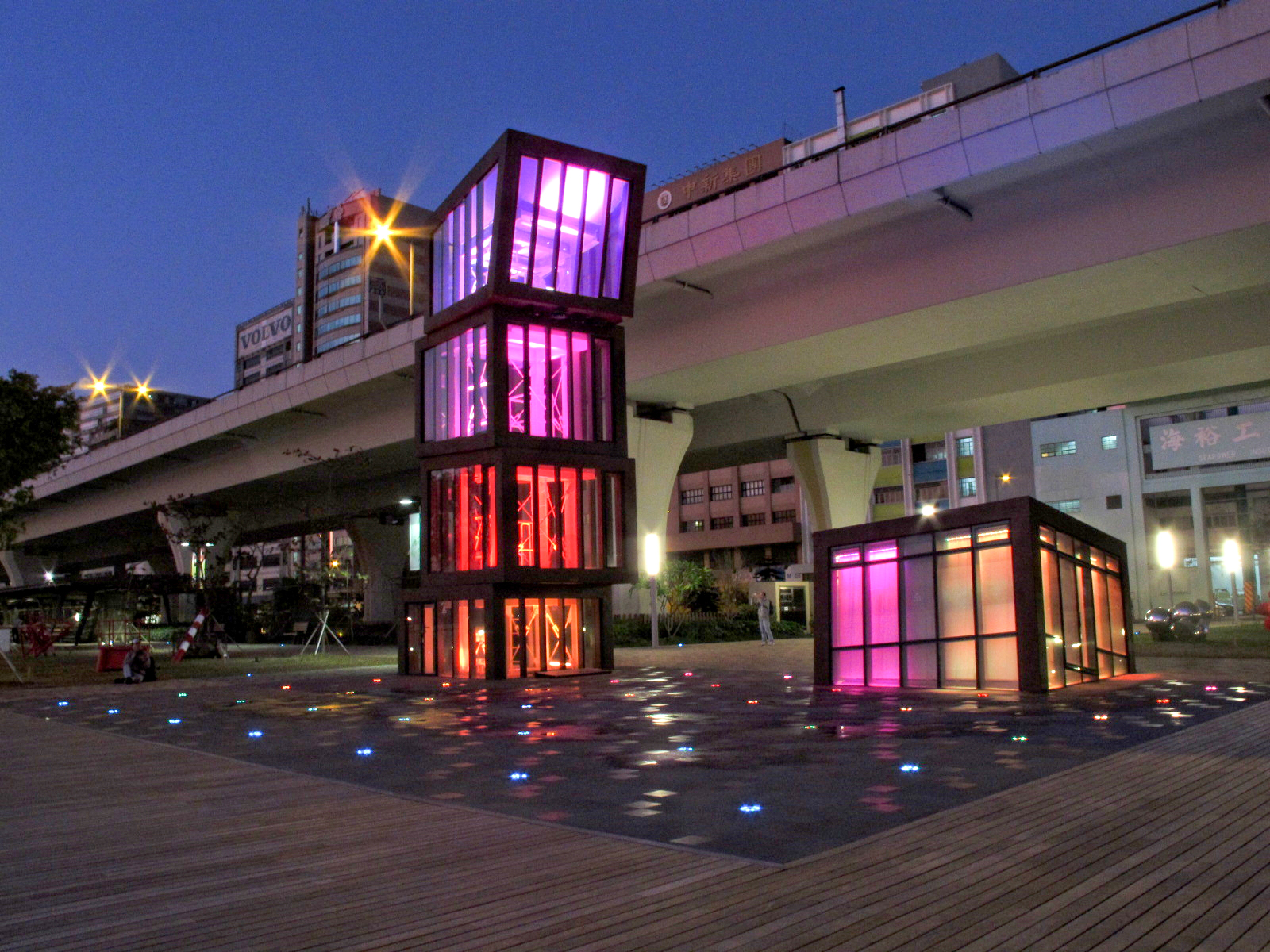
特色塔樓廣場，後方為觀塘繞道
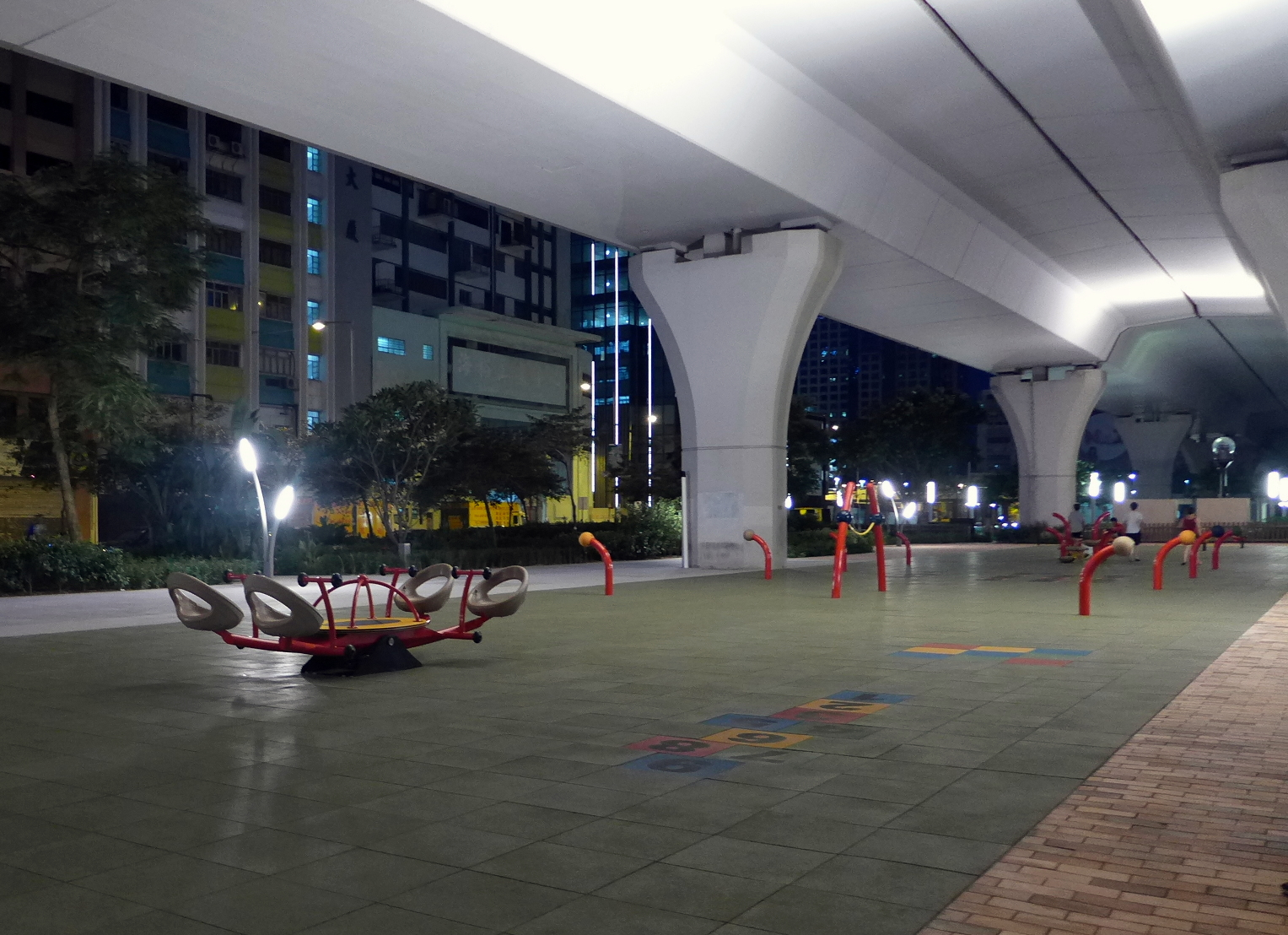
觀塘繞道橋底設兒童遊樂場

## 外部連結
- 觀塘海濱花園，康樂及文化事務署
- 觀塘海濱長廊第一期（页面存档备份，存于） 起動九龍東
- 觀塘海濱長廊開幕（附圖）（页面存档备份，存于），發展局
- 觀塘海濱花園第一期，吃喝玩樂在觀塘，觀塘區議會
- 觀塘海濱長廊第二期（页面存档备份，存于） 起動九龍東
- 觀塘海濱花園全面開放（页面存档备份，存于） 香港政府新聞網
- 【慢步賞日落】高架橋下的浪漫 觀塘海濱公園︱kennechu.info（页面存档备份，存于）